# دهه ۱۱۹۰ (پیش از میلاد)
دهه ۱۱۹۰ (پیش از میلاد) صد و نوزدهمین دهه قبل از مبدا شروع تقویم میلادی است.